# 马如龙 (1627年)
馬如龍（1627年—1701年），字见五，陕西绥德州（今陕西绥德）人。清朝政治人物。举人出身。

## 生平
马如龙是康熙十一年（1672年）举人，三藩之乱时，集乡勇抗击王辅臣部叛军。历任直隶滦州知州、杭州府知府、江西巡抚。善于破案理讼，清决疑案，平反冤狱。为杭州知府时，代民偿旗营债务。在巡抚江西时，听说淮、扬饥馑，率僚属捐米十万石赈济。整理积贮，严禁溺女。康熙四十年（1701年）卒。